# Gerhard Klopfer
Gerhard Klopfer, född 18 februari 1905 i Schreibersdorf, död 29 januari 1987 i Ulm, var en tysk promoverad jurist och SS-Gruppenführer. Han var statssekreterare vid Rikskansliet och en av Martin Bormanns närmaste män.

## Biografi
Klopfer studerade juridik och ekonomi och blev 1931 domare i Düsseldorf. Efter Adolf Hitlers maktövertagande i januari 1933 anslöt sig Klopfer till Nationalsocialistiska tyska arbetarepartiet (NSDAP) och Sturmabteilung (SA). I juli 1935 blev han medlem i Schutzstaffel (SS) och kom att inträda i Rudolf Hess inre krets.  
År 1938 utsågs Klopfer till ministerialråd ansvarig för frågor gällande konfiskeringen av judiska företag och var direkt underställd Führerns ställföreträdare Rudolf Hess. År 1942 deltog han i Wannseekonferensen, vid vilken han som statssekreterare vid partikansliet representerade Martin Bormann.
Efter andra världskrigets slut arresterades Klopfer misstänkt för krigsförbrytelser men släpptes fri i brist på bevis. Han var den siste överlevande deltagaren från Wannseekonferensen; han avled 1987.

## Populärkultur
- I filmen Konspirationen från 2001 porträtteras Gerhard Klopfer av Ian McNeice.